# Бромкрезоловый пурпурный
Бромкрезоловый пурпурный (бромкрезоловый пурпуровый, 5,5′-дибром-о-крезолсульфофталеин) — органическое соединение, трифенилметановый краситель с химической формулой C21H16Br2O5S. Красный мелкокристаллический порошок, плохо растворимый в воде. Применяется в аналитической химии как кислотно-основный индикатор, также используется в гистологических целях в микроскопии.
Бромкрезоловый пурпурный водорастворимый — аммонийная соль 5,5′-дибром-о-крезолсульфофталеина, красно-коричневый порошок, в отличие от бромкрезолового пурпурного хорошо растворимый в воде.

## Свойства
Порошок из мелких кристаллов розово-красного цвета, также может иметь коричневый, розовый или сиреневый цвет. Имеет молярную массу 540,22 г/моль. Растворяется в ацетоне, этиловом спирте, в разбавленных щелочных растворах, плохо растворим в воде, бензоле, уксусной кислоте, не растворяется в эфире.

## Применение
Применяется как кислотно-основный индикатор для титрования в неводных средах, граница перехода окраски от жёлтой к пурпурной лежит в диапазоне pH от 5,2 до 6,8. Для этого используется раствор красителя в концентрированной уксусной кислоте с концентрацией 0,1 г на 100 мл. Также применяется как индикатор на роданид-ионы.